# Kidariti

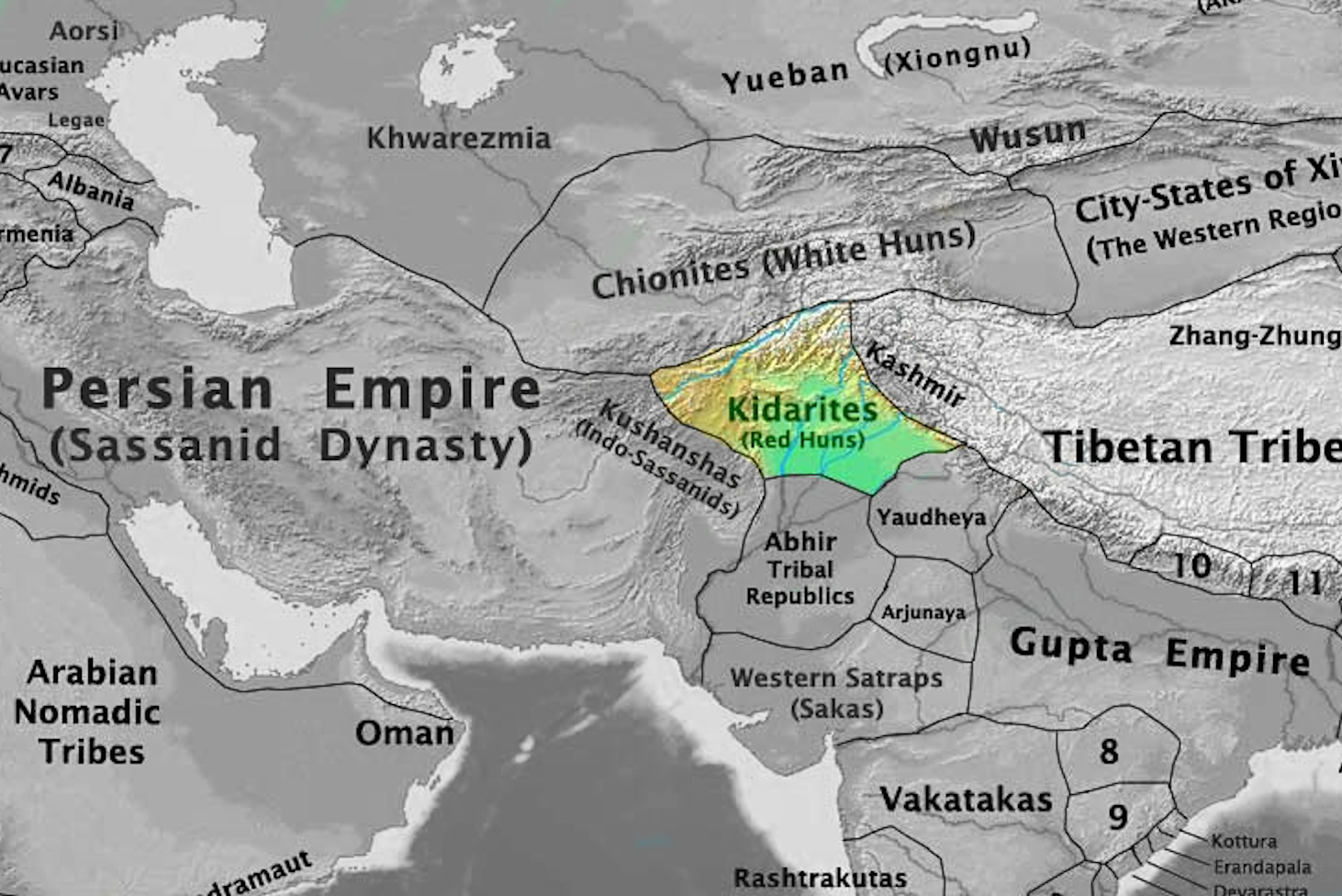
Regno dei Kidariti nel 400 d.C.

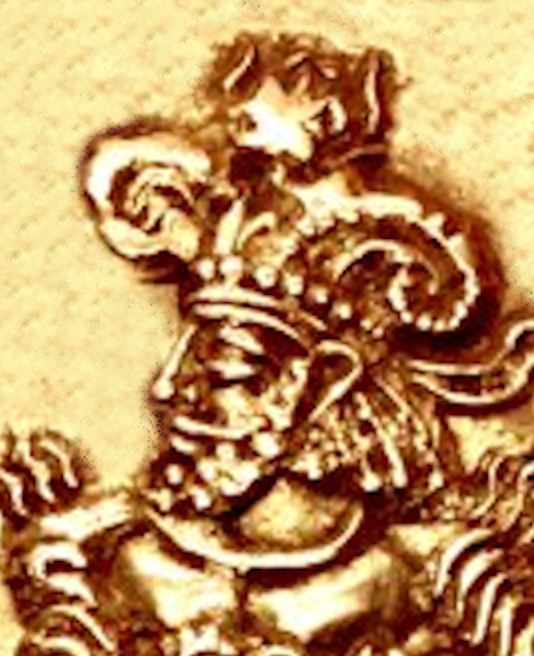
Ritratto del sovrano Kidarita Peroz, da moneta

I Kidariti, o Unni Kidara, furono una dinastia che governò la Battriana e le parti adiacenti dell'Asia centrale e dell'Asia meridionale nel IV e V secolo. I Kidariti appartenevano a un complesso di popoli noti collettivamente in India come Hunas e in Europa come Chioniti (dai nomi iraniani Xwn/Xyon), e possono anche essere considerati identici ai Chioniti. Lo storico bizantino del V secolo Prisco li chiamava "Unni Kidariti", o "Unni che sono Kidariti". Le tribù Hunas/Xionite sono spesso collegate, anche se in modo controverso, agli Unni che invasero l'Europa orientale in un periodo simile. Per alcuni imparentati per altri completamente diversi dagli Eftaliti, che li sostituirono circa un secolo dopo.

## Origine
Popolo nomade, i Kidariti sembrano essere originari della regione dei Monti Altaj. Alcuni studiosi ritengono che i Kidariti avessero un aspetto europide, con qualche commistione con l'Asia orientale (cioè mongoloide). Sulle monete dei Kidariti i loro sovrani sono raffigurati senza barba o con la barba incolta, una caratteristica delle culture dell'Asia interna dell'epoca (in contrapposizione, ad esempio, alle culture iraniche dell'Asia centro-meridionale dell'epoca). Potrebbero essere stati originariamente di lingua turca, quella ogurica, prima di adottare la lingua battriana. I Kidariti erano raffigurati come arcieri a cavallo sul rovescio delle monete. Erano anche noti per praticare la deformazione artificiale del cranio.
I Kidariti sembrano essere stati sinonimo di Karmir Xyon ("Xioniti rossi" o, in modo più controverso, "Unni rossi"), - una suddivisione importante dei Chioniti (Xioniti), insieme agli Spet Xyon ("Xioniti bianchi"), noti come Eftaliti. 
In un sigillo recentemente scoperto con l'immagine di un sovrano simile a quelli delle monete kidarite, il sovrano si autodefinisce in battriano "Re degli Unni e Grande Kushan Shah".
Il nome del loro sovrano eponimo Kidara (350-385 anni) potrebbe essere connesso con la parola turca Kidirti che significa "ovest", suggerendo che i Kidariti fossero originariamente i più occidentali degli Xioniti e i primi a migrare dall'Asia interna.  Le fonti cinesi suggeriscono che quando gli Uar (滑 Huá), ossia gli Eftaliti, furono cacciati verso ovest dallo Stato Zhao più tardo, intorno al 320, dall'area intorno a Pingyang (平陽; l'odierna Linfen, nello Shanxi), ciò esercitò una pressione sui popoli affini agli Xioniti, come i Kidariti, affinché migrassero. Un'altra teoria è che il cambiamento climatico nell'Altai durante il IV secolo abbia causato la migrazione di varie tribù verso ovest e verso sud.

## Storia
I Kidariti prendono il nome da Kidara (cinese: 寄多羅 Jiduolo, pronuncia antica: Kjie-ta-la) uno dei loro principali sovrani. I Kidariti sembrano aver fatto parte di un'orda Huna nota nelle fonti latine come Kermichiones (dall'iraniano Karmir Xyon) o "Huna rossi". I Kidariti fondarono il primo dei quattro principali stati Hunas in Asia centrale, seguiti dagli Unni Alchon, dagli Eftaliti e dagli Unni Nezak.
Le fonti cinesi e romane contemporanee suggeriscono che, nel 360-370 d.C. circa,  i Kidariti iniziarono a invadere il territorio  dell'Impero Kushan, migrando attraverso la Transoxiana in Battriana, dove furono inizialmente vassalli dei Kushan e adottarono molti elementi della cultura kushano-battriana. I Kidariti fecero inizialmente pressione anche sull'Impero sasanide, ma in seguito servirono come mercenari nell'esercito sasanide, sotto il quale combatterono i Romani in Mesopotamia, guidati da un capo di nome Grumbates (fl. 353-358 d.C.). Sembra che alcuni dei Kidariti siano diventati una dinastia regnante dell'Impero Kushan, portando all'epiteto di "Piccoli Kushan".
Intorno al 350, l'imperatore sasanide Sapore II (regnante dal 309 al 379) dovette interrompere il conflitto con i Romani e abbandonare l'assedio di Nisibi, per affrontare le minacce nomadi a est: fu attaccato a est dai Massageti e da altre tribù dell'Asia centrale. Intorno a questo periodo, le tribù Xionite/Hunas, molto probabilmente i Kidariti, il cui re era Grumbates, fanno la loro comparsa come minaccia per il territorio sasanide e per l'Impero Gupta.
Dopo una lunga lotta (353-358) furono costretti a concludere un'alleanza e il loro re Grumbates accompagnò Sapore II nella guerra contro i Romani, accettando di arruolare i suoi cavalieri leggeri nell'esercito persiano e accompagnando Shapur II. La presenza di "Grumbates, re dei Chioniti" e dei suoi Xioniti con Sapore II durante le campagne nelle terre del Caspio occidentale, nella zona di Gordiene, è descritta dal testimone oculare contemporaneo Ammiano Marcellino:
(Ammiano Marcellino, Storie, 18, 6-22)
La presenza di Grumbates a fianco di Sapore II è registrata anche in occasione del vittorioso assedio di Amida del 359, in cui Grumbates perse il figlio:
(Ammiano Marcellino, Storie, 19, 1-7)
In seguito l'alleanza si sfaldò e all'epoca di Bahram IV (388-399) i Sasanidi avevano perso numerose battaglie contro i Kidariti. I Kidariti in migrazione si stabilirono quindi in Battriana, dove sostituirono i Kushano-Sasanidi, un ramo dei Sasanidi che due secoli prima avevano soppiantato i Kushani, in via di indebolimento, nella zona.
Secondo Prisco, l'Impero sasanide fu costretto a pagare un tributo ai Kidariti, fino al governo di Yazdgard II (438-457), che rifiutò di pagare.
I Kidariti avevano la loro capitale a Samarcanda, dove erano al centro delle reti commerciali dell'Asia centrale, in stretta relazione con i Sogdiani. I Kidariti avevano un'amministrazione potente e riscuotevano le tasse, gestendo in modo piuttosto efficiente i loro territori, in contrasto con l'immagine di barbari votati alla distruzione data dai racconti persiani.

## Sovrani chioniti e kidariti
- Kirada, 335-345
- Peroz, 345-350
- Kidara, 350-390 circa
- Grumbates, presente nell'assedio di Amida, nel 359
- Salanavira, intorno alla metà del V secolo
- Vinayaditya, nel tardo V secolo